# Idiocranium russeli
Genre
Espèce
Statut de conservation UICN

 DD  : Données insuffisantes
Idiocranium russeli, unique représentant du genre Idiocranium, est une espèce de gymnophiones de la famille des Indotyphlidae.

## Répartition
Cette espèce est endémique du Sud-Ouest du Cameroun. Elle se rencontre entre 104 et 820 m d'altitude.

## Publication originale
- Parker, 1936 : The amphibians of the Mamfe Division, Cameroons. Proceedings of the Zoological Society of London, vol. 1936, p. 135-163.